# Hanna Tomaszkiewicz
Hanna Beata Tomaszkiewicz – polska nauczycielka.

## Życiorys
Hanna Tomaszkiewicz w 2011 została dyrektorką Szkoły Polskiej im. Mikołaja Kopernika w Houston.
W 2019 „za wybitne zasługi w działalności na rzecz środowisk polonijnych w Stanach Zjednoczonych Ameryki” została odznaczona Krzyżem Kawalerskim Orderu Zasługi Rzeczypospolitej Polskiej.
W 2023 otrzymała Odznakę Honorową „Bene Merito”.
Zamężna z Wojciechem Tomaszkiewiczem.